# Alliance des grandes écoles Rhône-Alpes
 (juin 2020).
Pour les articles homonymes, voir AGERA.
L'Alliance des Grandes Ecoles Rhône-Alpes-Auvergne (AGERA) est une association de trente-huit écoles de l'enseignement supérieur de la région Auvergne-Rhône-Alpes. 
L'association a la double vocation de représenter les écoles auprès des pouvoirs publics et de proposer à ses membres la mutualisation de moyens.

## Histoire

### Origines
À la fin des années 1970, quelques directeurs de grandes écoles de Grenoble, Lyon et Saint-Étienne ainsi que des responsables d'universités décident de se rencontrer périodiquement pour mettre en place un organisme destiné à contribuer au développement et à la promotion de leurs écoles, à engager des actions communes ainsi qu'à être le représentant unique auprès des instances régionales, rectorales, industrielles, administratives.
Le rôle de la région Rhône-Alpes est essentiel dans le lancement de cette opération. La région souhaite se doter d'un « représentant des grandes écoles » qui puisse l'aider dans sa politique ambitieuse de développement de l’enseignement supérieur.
L'organisme prend le nom de Conférence Régionale des Directeurs des Grandes Ecoles Rhône-Alpes (CDGERA). La CDGERA s’organise en association loi de 1901 et dépose ses statuts en préfecture le 30 novembre 1987. Jusqu’à cette date, la CDGERA fonctionne de façon informelle et la coordination du travail est gérée au sein de quelques établissements membres.
En mars 1997, elle embauche un délégué général afin de développer ses actions, à fédérer davantage d’écoles et à affirmer son identité.
Le 2 mai 2000, la CDGERA change de sigle et devient l’Alliance des Grandes Ecoles Rhône-Alpes (AGERA) dans le but de répondre aux évolutions de la Conférence et d’avoir un sigle plus lisible en France et à l’étranger.
En 2012, l’AGERA s’ouvre aux écoles auvergnates afin de concrétiser des collaborations existantes entre les Ecoles de Rhône-Alpes et d’Auvergne et de renforcer sa dimension interterritoriale.

### Aujourd'hui
L’association, en collaboration avec ses écoles membres et ses partenaires, mène de nombreuses actions dans le cadre de projets soutenus pour la majorité d’entre eux par la région Auvergne Rhône-Alpes.
Les membres du Bureau se réunissent environ tous les deux mois afin de faire le point sur l’état d’avancement des projets communs et de décider des orientations politiques. Ces réunions sont organisées depuis 2015 avec une partie thématique.
Une assemblée générale a lieu chaque année en mars afin de traiter les questions statutaires : vote du budget, rapport moral, rapport financier, etc.

## Présidents
| Président               | Date de début | Date de fin  | École dirigée                                         |
| ----------------------- | ------------- | ------------ | ----------------------------------------------------- |
| Philippe Saint Raymond  | ?             | ?            | École nationale supérieure des mines de Saint-Étienne |
| Joël Rochat             | 1992          | 2000         | Institut national des sciences appliquées de Lyon     |
| Jean Dorey              | Mars 2000     | Mars 2002    | École centrale de Lyon                                |
| Alain Storck            | Mars 2002     | Mars 2011    | Institut national des sciences appliquées de Lyon     |
| Philippe Jamet          | Avril 2011    | Juillet 2013 | École nationale supérieure des mines de Saint-Étienne |
| Jean-Baptiste Lesort    | Juillet 2013  | Juin 2017    | École nationale des travaux publics de l'État         |
| Sophie Commereuc        | Juin 2017     | Juillet 2021 | SIGMA Clermont                                        |
| Olivier Maillard        | Juillet 2021  | Juin 2023    | ESDES                                                 |
| Jean-Christophe Cattane | Juin 2023     | en cours     | Burgundy School of Business                           |

## Écoles du réseau

### Écoles d'architecture, d'art et de design
- Ecole nationale supérieure d’architecture de Clermont-Ferrand
- École nationale supérieure d'architecture de Grenoble
- École nationale supérieure d'architecture de Lyon
- École nationale supérieure d'architecture de Saint-Étienne
- École nationale supérieure des arts et techniques du théâtre
- École supérieure d'art et design Saint-Étienne

### Écoles d'ingénieurs
- École supérieure de chimie, physique, électronique de Lyon - CPE
- École catholique d'arts et métiers de Lyon - ECAM
- Ecole d ’ingénieurs du centre d’études supérieures industrielles Rhône-Alpes Auvergne - CESI
- École nationale d'ingénieurs de Saint-Étienne - ENISE
- École nationale des travaux publics de l'État - ENTPE
- Institut polytechnique de Grenoble
- École nationale supérieure de l’énergie, l’eau et l’environnement - Grenoble INP – Ense³
- École nationale supérieure d’informatique et de mathématiques appliquées - Grenoble INP – Ensimag
- Ecole nationale supérieure en systèmes avancés et réseaux - Grenoble INP – Esisar
- Génie industriel - Grenoble INP – GI
- École internationale du papier, de la communication imprimée et des biomatériaux - Grenoble INP – Pagora
- École nationale supérieure de physique, électronique, matériaux - Grenoble INP – Phelma
- Institut national des sciences appliquées - INSA Lyon
- Ecole d'ingénieurs en agronomie, agroalimentaire et environnement - ISARA
- Institut supérieur d’informatique, de modélisation et de leurs applications - ISIMA
- Institut des Techniques d’Ingénieurs de l’Industrie - ITII
- Ecole nationale supérieure des mines de Saint-Etienne
- Polytech Clermont-Ferrand
- Polytech Grenoble
- Polytech Lyon
- SIGMA Clermont
- Télécom Saint-Étienne

### Écoles de management
- EM Lyon Business School (grande école, actionnaire privé + CCI de Lyon), AACSB-EQUIS-AMBA, post-prepa HEC
- Grenoble école de management - GEM (grande école consulaire, CCI Grenoble), AACSB-EQUIS-AMBA, post-prepa HEC
- Groupe ESC Clermont, post-prepa HEC
- Ecole supérieure pour le développement économique et social (ESDES), école privée post-bac
- IDRAC Lyon - Institut de recherche et d’activité commerciale, école privée post-bac
- INSEEC Business School (ex-ESC Chambéry), école privée post-prepa HEC

### Écoles d'enseignement spécialisé
- École nationale supérieure d'arts et métiers de Chambéry
- École nationale supérieure de sécurité sociale - EN3S
- École nationale supérieure des sciences de l'information et des bibliothèques - ENSSIB
- École de santé des armées - ESA
- Institut régional universitaire polytechnique - IRUP
- École supérieure européenne de Packaging - ESEPAC

### Instituts d'études politiques
- Institut d'études politiques de Grenoble (Sciences Po)
- Institut d'études politiques de Lyon